# Toru Kumon
Toru Kumon (公文 公, Kumon Tooru) Kochi, 26 de março de 1914 – Osaka, 25 de julho de 1995) foi um professor de matemática e criador do Método Kumon.

## Biografia
Licenciou-se na Faculdade de Ciências da Universidade Imperial de Osaka em matemática, serviu como professor da Marinha japonesa durante a Segunda Guerra Mundial, e lecionou em várias escolas de ensino médio na cidade de Osaka. Em 1954, seu filho mais velho, Takeshi, passara a apresentar dificuldades em matemática. Pressionado por sua esposa, Teiko, Toru analisou os livros de estudos de Takeshi e concluiu que crianças não eram capazes de estudar adequadamente por eles, pois não apresentavam uma organização sistemática de estudos, além de serem desinteressantes. A partir disso, ele começou a preparar exercícios autoinstrutivos todos os dias para seu filho, de forma que Takeshi aprendesse de acordo com o ritmo de sua aprendizagem e estudasse conteúdos avançados em relação a sua série escolar. Ainda na sexta série do ensino fundamental, Takeshi era capaz de resolver problemas de cálculo diferencial e integral, assuntos estudados apenas no ensino médio. Esse foi o começo do Método Kumon.
Vendo os resultados do progresso de Takeshi, outros pais se interessaram pelo Método Kumon, e em 1956, a primeira unidade do Kumon foi aberta em Osaka, Japão. Dois anos depois, Toru fundou o Kumon Instituto de Educação, o qual se tornou o modelo para todas as unidades do Kumon que foram abertas pelo mundo ao longo das décadas.
O Método Kumon consiste no treino diário para o domínio da matemática e habilidades da língua pátria. Tal método também visa desenvolver uma elevada capacidade de estudos nos estudantes, de forma que eles busquem a informação por si próprios e corrijam seus próprios erros, além de estudar conteúdos avançados em relação a sua série escolar.
O estudante do Método só é capaz de progredir quando demonstra o domínio dos assuntos estudados. O Método define tal domínio como a capacidade de marcar uma excelente pontuação em um tempo padrão de resolução. Para isso, o Método enfatiza os conceitos de rapidez e exatidão, quando combinados.
Kumon morreu aos 81 anos, em 25 de julho de 1995, de pneumonia. Visitou o Brasil em 1994, e participou da inauguração do Kumon América do Sul.
O Asteróide 3569 Kumon fora nomeado em sua homenagem.